# Hélène Ebah
Hélène Patricia Ebah est une réalisatrice camerounaise primée notamment pour le long métrage Les Blessures inguérissables.

## Biographie
Thérèse Sita-Bella avait été la première réalisatrice de cinéma au Cameroun (et en Afrique sub-saharienne). Mais après elle, il a fallu attendre l’émergence d’une nouvelle génération pour voir à nouveau des créations cinématographiques réalisées par des femmes dans ce pays.
Hélène Ebah fait partie de cette nouvelle génération, avec d'autres personnalités féminines comme Yolande Ekoumou Samba ou  Osvalde Lewat.
Elle étudie les lettres anglaises à l'université de Lille, en France. En 1999, elle entre à l'École internationale de création audiovisuelle et de réalisation (Eicar), toujours en France. Elle en sort en 2002.
Pendant cette formation et juste après, elle réalise des courts-métrages, notamment un premier court métrage intitulé La fille qui passe en 2001, puis Euthanasie et Ruban rouge en 2003. Puis elle est première assistante sur le tournage des Saignantes, un film de 2005 de Jean-Pierre Bekolo. Elle réalise ensuite  un long métrage, Les Blessures inguérissables, sorti en 2007 , malgré des difficultés à réunir le financement nécessaire avec la disparition du FODIC, le Fonds du développement de l’industrie cinématographique (créé en 1973 au Cameroun pour soutenir les projets de films sur le plan financier et logistique),. Les blessures inguérissables remporte le premier prix dans le festival Écrans noirs  de Yaoundé. Le film est consacré à la vie et aux grandes difficultés rencontrées par six femmes africaines .
En 2012, elle étudie l'archivage numérique pérenne à l'université Paris-VIII-Vincennes-Saint-Denis.
En 2014, elle réalise un court métrage Pour le mal, une comédie satirique. Son court métrage suivant, Victimes, sorti en 2017, est consacré au sida et à ses conséquences sociales et économiques,. Elle travaille aussi pour différentes institutions cinématographiques africaiines.

## Filmographies
- victime 2017 [8]
- pour le mal 2016 [8]
- les blessures ingurrisables [8]
- les saignantes 2015 [8]